# Château de Lafon
Le château de Lafon est un château situé sur la commune de Gradignan, en Gironde.

## Historique
Propriété de la famille Rodrigues-Henriques depuis le XVIIIe siècle, il passa par héritage à une nièce, Marguerite Ida Raba, épouse de Henry Deutsch de la Meurthe. 
Veuve, Mme Deutsch de la Meurthe en fit don en 1920 au bureau de bienfaisance de Bordeaux.